# ダブル・ライヴ・アサシンズ
『ダブル・ライヴ・アサシンズ（Double Live Assassins）は、アメリカ合衆国のヘヴィメタル・バンド、W.A.S.P.が1998年に発表したライブ・アルバム。

## 背景
アルバム『KILL FUCK DIE』（1997年）リリースに伴うツアーの模様を収録しているが、CDのブックレットには具体的な公演日や公演地は記載されていない。なお、本ツアーでは日本公演も行われたが、ディスク2の収録曲は、「ブラインド・イン・テキサス」以外は日本で演奏されなかった。この時のツアーでは、ブラッキー・ローレスはバイクのフロント部分を模したマイク・スタンドを使用し、スタンドに付いた歯車と衣装の股間にあるナイフを擦り合わせて、火花を飛ばす演出がなされた。

## 評価
Stephen Thomas Erlewineはオールミュージックにおいて5点満点中2.5点を付け「『ダブル・ライヴ・アサシンズ』を録音した当時のW.A.S.P.は、既に盛りを過ぎていたが、後期のキャリアを代表するレコードの一つではある」「サウンドは驚くほど力強い」と評している。また、Adrian BromleyはChronicles of Chaosのレビューで10点満点中8点を付け「インダストリアル色の強い新作『KILL FUCK DIE』からの曲も、アルバム全体に散りばめられているが、残りはかつてのW.A.S.P.の代表曲で、骨を砕かんばかりに強力である」「マリリン・マンソンのパフォーマンス10回分を束にしても、W.A.S.P.の1回のショウにおける邪悪さには及ばない」と評している。

## 収録曲
特記なき楽曲はブラッキー・ローレス作。

### ディスク1
1. メドレー - The Medley - 11:32
  - オン・ユア・ニーズ - "On Your Knees"
  - アイ・ドント・ニード・ノー・ドクター - "I Don't Need No Doctor" (Jo Armstead, Nick Ashford, Valerie Simpson)
  - ヘリオン - "Hellion"
  - チェインソー・チャーリー - "Chainsaw Charlie (Murders in the New Morgue)"
2. ワイルド・チャイルド - Wild Child (Blackie Lawless, Chris Holmes) - 6:03
3. アニマル - Animal (Fuck Like a Beast) - 4:12
4. ラヴ・マシーン - L.O.V.E. Machine - 4:16
5. キラヘッド - Killahead (B. Lawless, C. Holmes) - 3:50
6. 悪魔の化身 - I Wanna Be Somebody - 6:27
7. U - U (B. Lawless, C. Holmes) - 5:33
8. リアル・ミー - The Real Me (Pete Townshend) - 3:37
9. キル・ユア・プリティ・フェイス - Kill Your Pretty Face (B. Lawless, C. Holmes) - 6:34
10. ホラー - The Horror (B. Lawless, C. Holmes) - 9:10

### ディスク2
1. ブラインド・イン・テキサス - Blind in Texas - 5:34
2. ヘッドレス・チルドレン - The Headless Children - 5:46
3. アイドル - The Idol - 6:14
4. クリムゾン・アイドル・メドレー - The Crimson Idol Medley - 10:37
  - "The Titanic Overture"
  - "The Invisible Boy"
  - "I Am One"
  - "The Gypsy Meets the Boy"
  - "The Great Misconceptions of Me"
5. リトル・デス - Little Death (B. Lawless, C. Holmes) - 4:16
6. ミーン・マン/ロックン・ロール・トゥ・デス - Mean Man/Rock and Roll to Death - 7:43

## 参加ミュージシャン
- ブラッキー・ローレス - ボーカル、リズムギター
- クリス・ホルムズ - リードギター
- マイク・デューダ - ベース、バッキング・ボーカル
- ステット・ホーランド - ドラムス、バッキング・ボーカル